# Dufourea lijiangensis
Dufourea lijiangensis is een vliesvleugelig insect uit de familie Halictidae. De wetenschappelijke naam van de soort is voor het eerst geldig gepubliceerd in 1990 door Wu.